# Robert Brudenell (6e comte de Cardigan)
Robert Brudenell, 6e comte de Cardigan (25 avril 1760 - 14 août 1837) est un pair anglais et député.

## Biographie

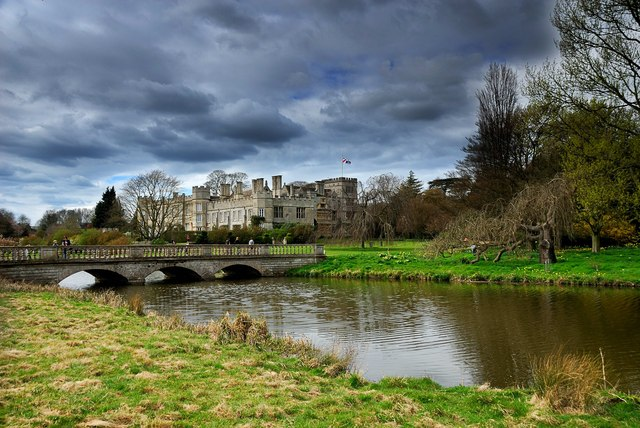
Deene Park, Northamptonshire - siège de la famille Brudenell

Robert Brudenell est né à Westminster, fils posthume et héritier du colonel Robert Brudenell et son épouse Anne, fille de Cecil Bisshopp (6e baronnet) (en) de Parham, Sussex. Il fait ses études à la Harrow School.
Joueur de cricket passionné, il fait huit apparitions connues lors de matchs de cricket de première classe entre 1790 et 1793. Il est l'un des premiers membres du club de cricket Marylebone (MCC), pour lequel il joue la plupart de ses matchs .
Il siège comme député de Marlborough dans les parlements de Grande-Bretagne et du Royaume-Uni de 1797 à 1802.
Il hérite de son titre et de ses domaines le 24 février 1811, à la suite du décès de son oncle James Brudenell (5e comte de Cardigan).
Le comte est décédé à Marylebone, à l'âge de 77 ans. Il épouse Penelope Anne Cooke (1770-1826) et a deux fils et huit filles. Son titre et ses biens sont passés à son fils James Thomas Brudenell, qui dirige la Charge de la brigade légère en tant que lieutenant général. Leur fille Emma épouse David Pennant (1796-1835) en 1827.

## Famille
Le 8 mars 1794, Brudenell est marié à Penelope Anne (née Cooke) (1770-1826), la deuxième fille de George John Cooke de Harefield Park et Penelope Bowyer (fille unique de William Bowyer, 3e baronnet). Ensemble, ils ont deux fils et huit filles, dont :
- James Thomas Brudenell 7e comte de Cardigan (1797-1868), qui succède à son père. Il est surtout connu pour avoir dirigé la charge de la brigade légère en tant que lieutenant général.
- Elizabeth Anne (1795-1824), son premier John Stephen Perceval (1793-1818), le fils de Charles Perceval, 2e baron Arden. Veuve, Elizabeth épouse le 16 mars 1824 (juste avant sa propre mort) William Brodrick, 7e vicomte Midleton .
- Augusta (d. 1853), qui épouse le major Henry Bingham Baring (1804-1869), le fils de Henry Baring et sa première épouse Maria Matilda Bingham la fille de l'homme d'État américain William Bingham .
- Harriet Georgiana (1799-1836), qui épouse Richard Curzon-Howe (1er comte Howe) en 1820. Ils ont dix enfants avant sa mort prématurée.
- Emma, épousa David Pennant (1796-1835) en 1827.
- Charlotte Penelope (décédée en 1879), qui épouse Henry Sturt (1795-1866), en 1820.
- Mary (1806-1867), qui épouse Henry Pelham, 3e comte de Chichester.
- Anne (1809-1877), qui épouse George Bingham, 3e comte de Lucan en 1829. Lord Lucan est le commandant de la division de cavalerie qui donne à son frère James' Light Brigade l'ordre de charger.

Le comte meurt à Marylebone, à l'âge de 77 ans.